# ال سرات
ال سرات (به لاتین: El Serrat) یک روستا در آندورا با جمعیت ۱۷۳ نفر است که در اوردینو واقع شده‌است.

## نگارخانه

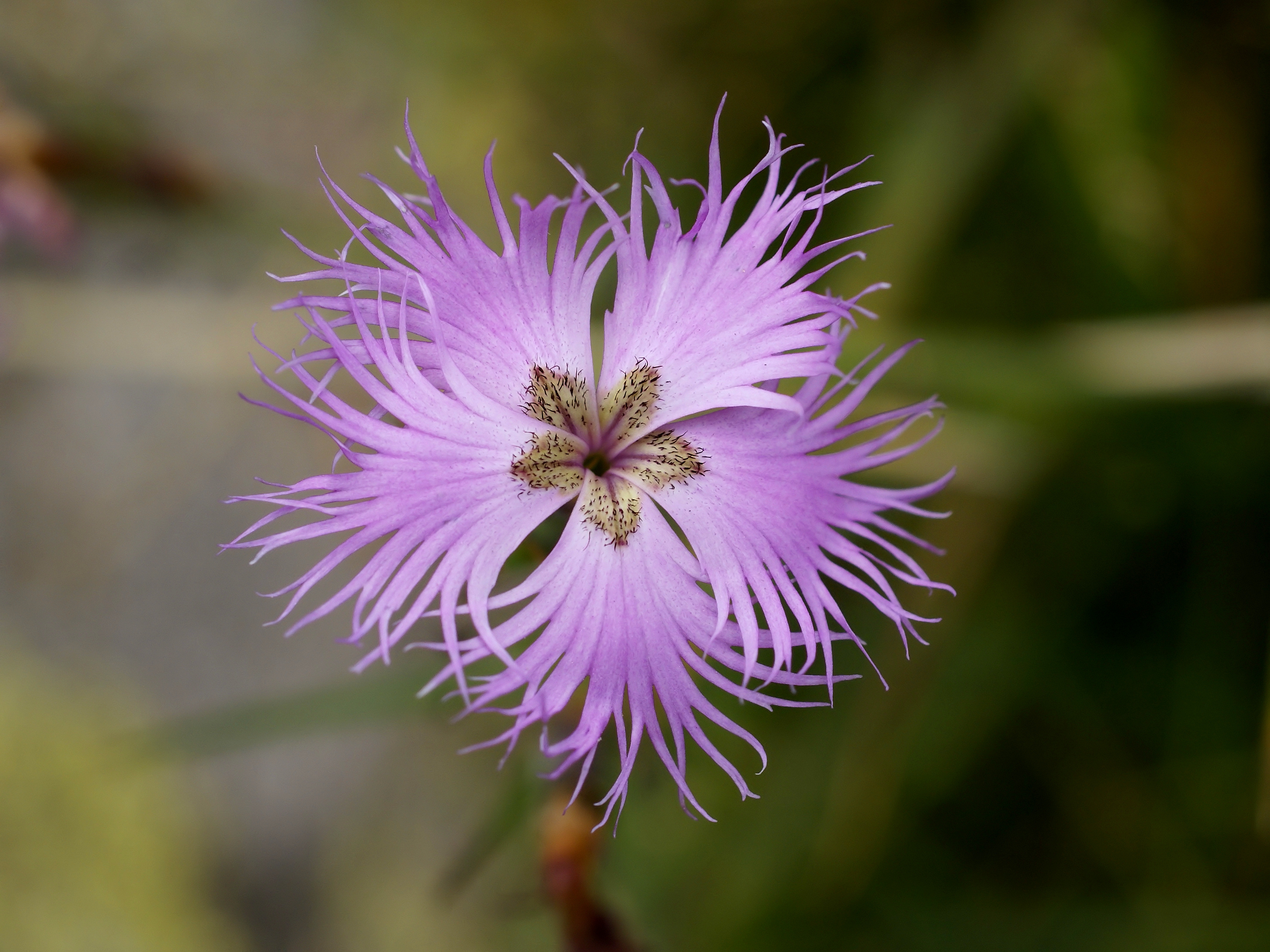
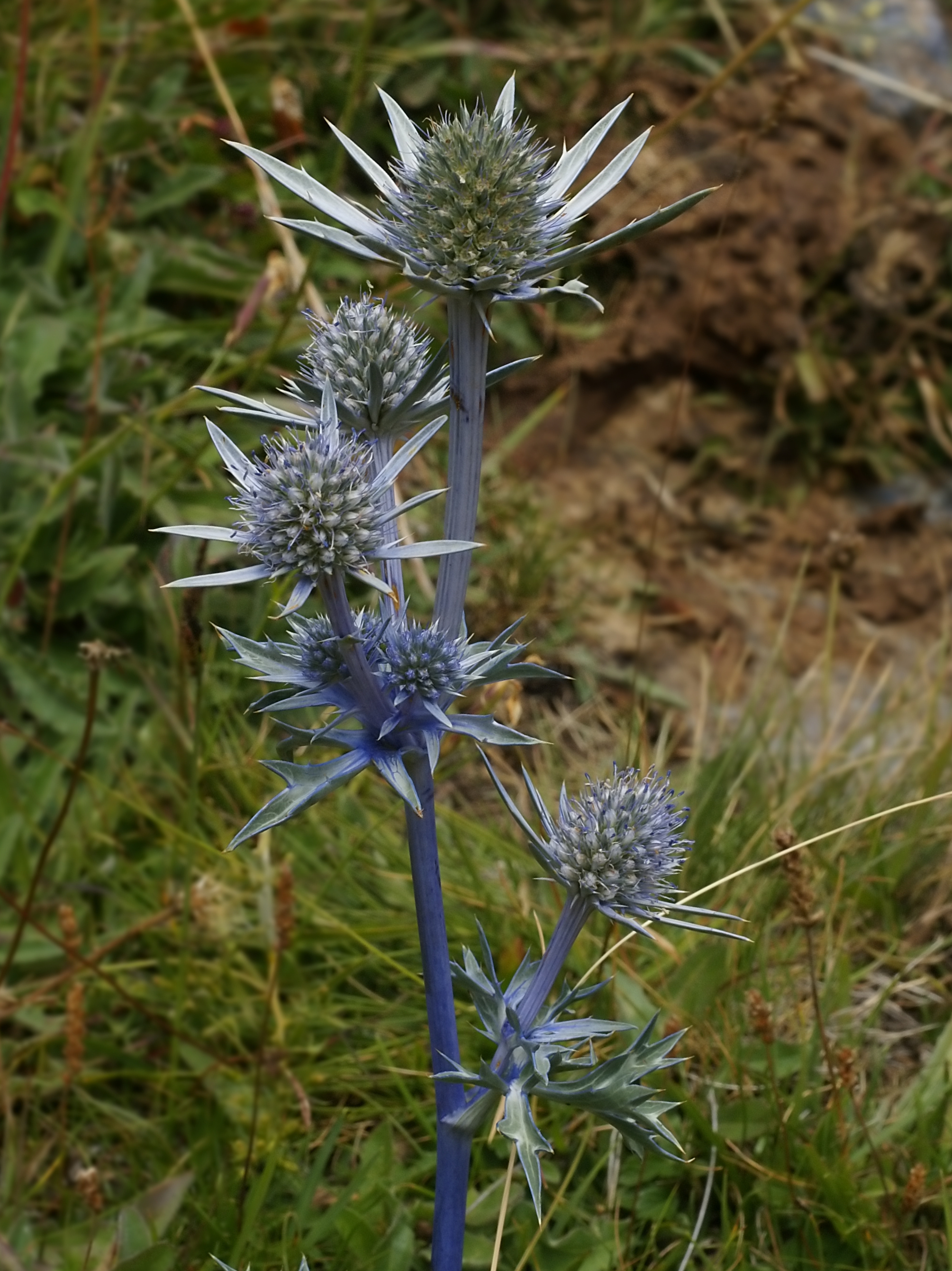
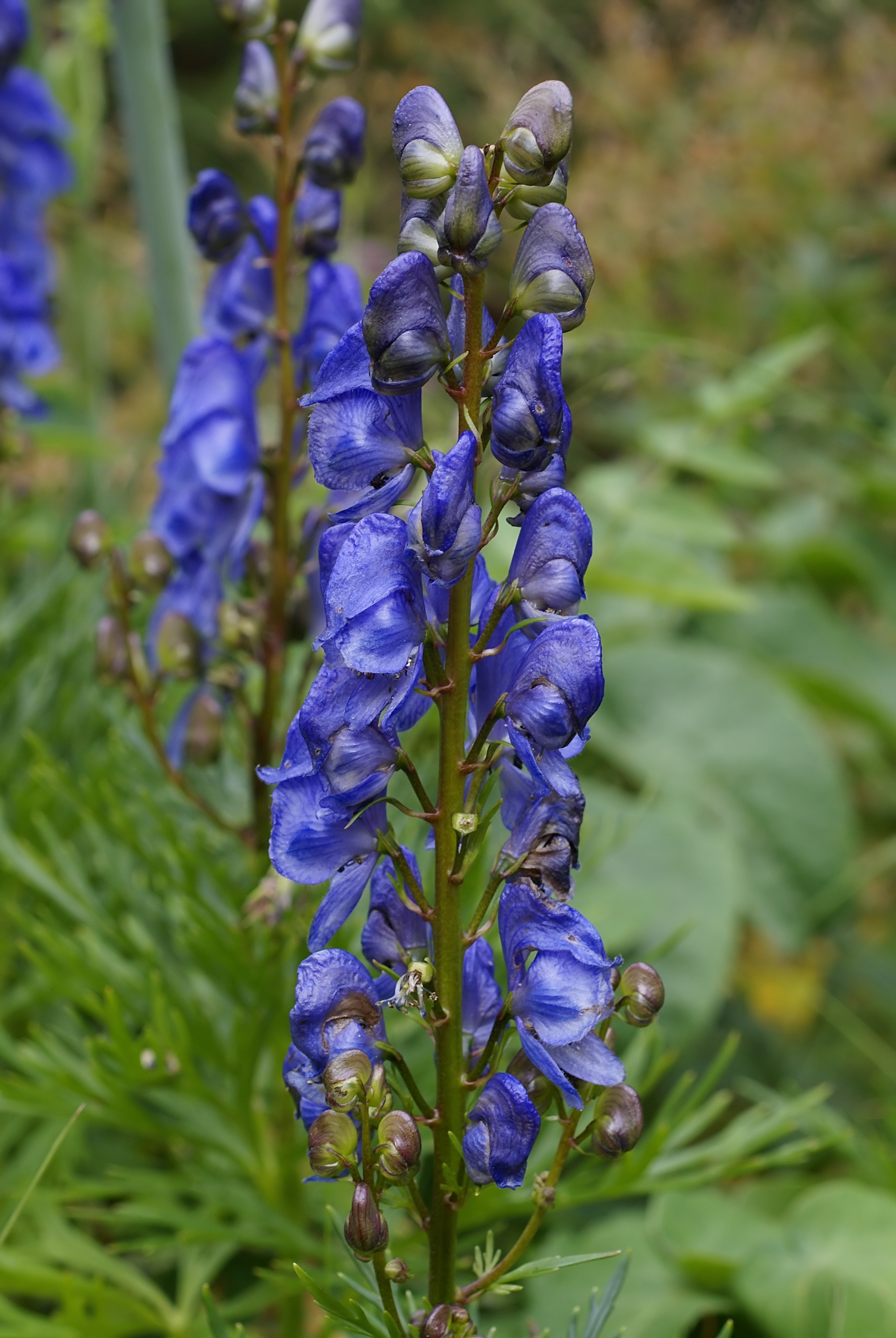